# حميط أسترالي
حميط أسترالي (الاسم العلمي:Tragia novae-hollandiae) هو نوع من النباتات يتبع جنس الحميط من الفصيلة الفربيونية.